# Дум'ят
Дум'ят (араб. دمياط‎) — портове місто в Єгипті на Середземному морі в дельті Нілу, приблизно за 200 км на північ від Каїра. Адміністративний центр губернаторства Дум'ят. Каналом з'єднаний з Нілом, знаходиться за 15 км від Середземного моря. Населення міста — 71 429 мешканців (1999), провінції — близько 1 млн. Щорічний приріст населення становить 2,09 %. На захід від Дум'ята триває будівництво сучасного міста Новий Дум'ят.

## Промисловість
Дум'ят славиться на весь Єгипет виробництвом східних солодощів. Крім того, розвинута меблева промисловість, рибоконсервна промисловість, молочна промисловість, виробництво тканин та текстилю. Перевалка вантажних контейнерів в порту Дум'яту.

## Історія

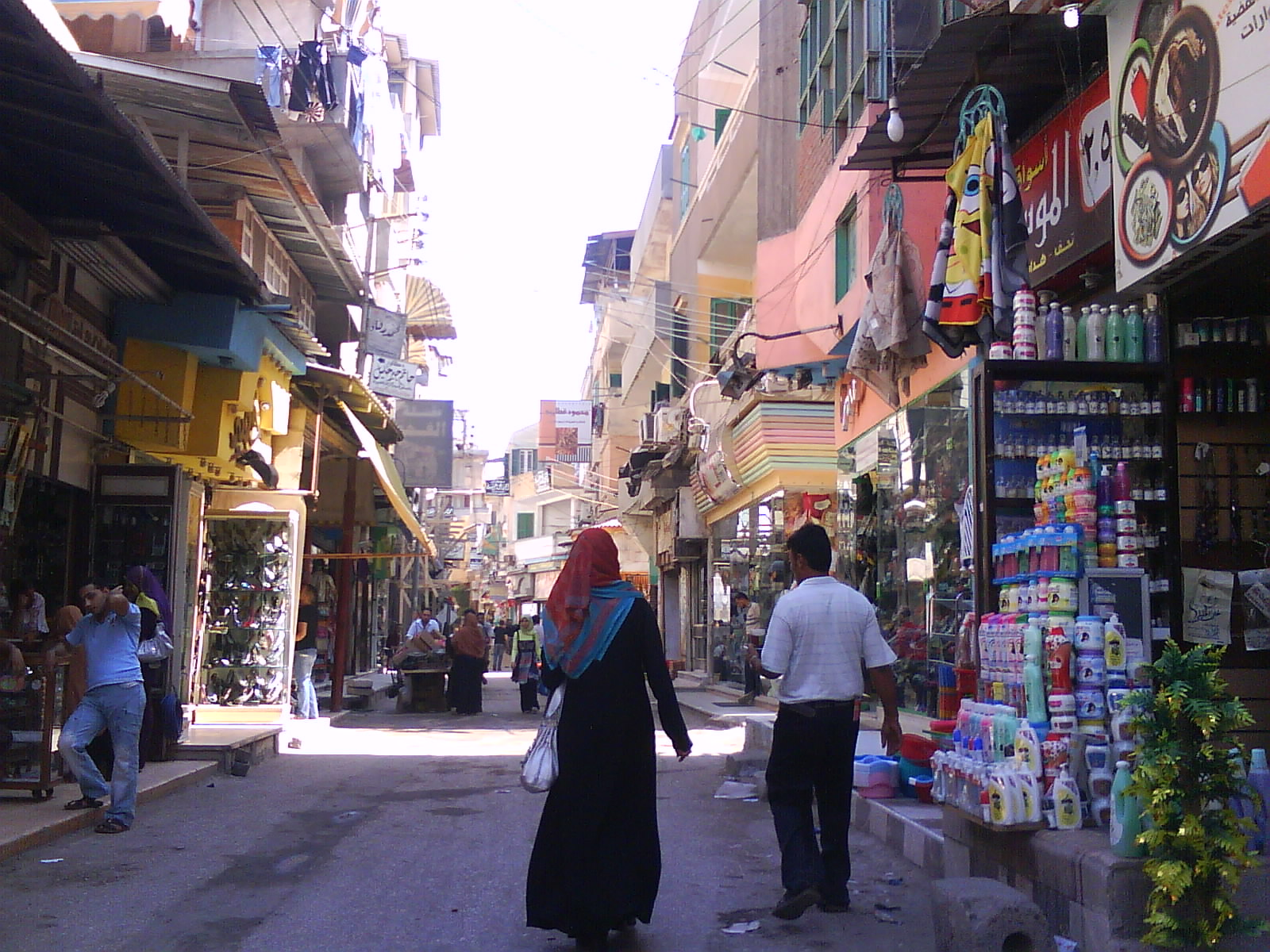
Ринкова вулиця у місті

У Стародавньому Єгипті місто було відоме як Таміат, але втратило свою значимість в період еллінізму після будівництва Александрії.
Дум'ят знову набуває значення в XII столітті і XIII столітті за часів хрестоносців. У 1169 р. флот Єрусалимського королівства за підтримки Візантії осадив порт, але був розгромлений Саладіном.
Під час підготовки до 5-го хрестового походу 1217 року, було вирішено, що Дум'ят буде в центрі наступу. Контроль над Дум'ятом означав контроль над Нілом, хрестоносці сподівалися, що звідти вони зможуть захопити Єгипет. З Єгипту вони розраховували напасти на Палестину і повернути Єрусалим. Порт зазнав навалу і зайнятий фризькими хрестоносцями в 1219 за допомогою Франциска Асизького, але до 1221 року хрестоносці були розбиті під Каїром і видворені з країни.
Дум'ят був також метою сьомого хрестового походу під проводом Людовика IX. Його флот приплив туди в 1249 року й швидко зайняв фортецю, але не передав місто номінальному королеві Єрусалиму, якому Дум'ят був обіцяний під час 5-го хрестового походу. Однак, Людовік також зазнав поразки, і його війська зрештою здали місто.
Через важливість для хрестоносців мамлюкський султан Байбарс зруйнував місто і відбудував його з потужнішими оборонними спорудами за кілька кілометрів від річки.

## Клімат
Місто знаходиться у зоні, котра характеризується кліматом тропічних пустель. Найтепліший місяць — серпень із середньою температурою 26.3 °C (79.3 °F). Найхолодніший місяць — січень, із середньою температурою 13.5 °С (56.3 °F).
| Клімат Дум'ята          | Клімат Дум'ята | Клімат Дум'ята | Клімат Дум'ята | Клімат Дум'ята | Клімат Дум'ята | Клімат Дум'ята | Клімат Дум'ята | Клімат Дум'ята | Клімат Дум'ята | Клімат Дум'ята | Клімат Дум'ята | Клімат Дум'ята | Клімат Дум'ята |
| Показник                | Січ.           | Лют.           | Бер.           | Квіт.          | Трав.          | Черв.          | Лип.           | Серп.          | Вер.           | Жовт.          | Лист.          | Груд.          | Рік            |
| Середня температура, °C | 13,5           | 14             | 15,7           | 18,6           | 21,6           | 24,7           | 26,1           | 26,3           | 24,9           | 22,7           | 19,2           | 15,4           | 20,2           |
| Норма опадів, мм        | 28.6           | 18.1           | 17.4           | 6.2            | 1.4            | 0.3            | 0              | 0              | 0.1            | 9.7            | 13.9           | 21.9           | 117.6          |
| Днів з опадами          | 8,9            | 6,6            | 4,6            | 2,1            | 0,8            | 0,2            | 0              | 0              | 0,2            | 2,5            | 4,7            | 6,9            | 37,5           |
| Вологість повітря, %    | 73.2           | 72.1           | 70.7           | 67.5           | 67.5           | 68             | 71.9           | 73             | 72.1           | 71.7           | 73.1           | 73.4           | 71.2           |
| ----------------------- | -------------- | -------------- | -------------- | -------------- | -------------- | -------------- | -------------- | -------------- | -------------- | -------------- | -------------- | -------------- | -------------- |
| Джерело: Weatherbase    |                |                |                |                |                |                |                |                |                |                |                |                |                |

## Уродженці
- Бешеер Ель-Табей (1976) — єгипетський футболіст, захисник.